# Skandal w angielskim stylu
Skandal w angielskim stylu (ang. A Very English Scandal) – brytyjski miniserial z 2018 w trzech odcinkach w reżyserii Stephena Frearsa, oparty na książce Johna Prestona pod tym samym tytułem.

## Fabuła
Serial opowiada historię afery, która wstrząsnęła brytyjską opinią publiczną w latach 70. XX wieku. Dotyczyła ona Jeremy’ego Thorpe’a (Hugh Grant), członka Parlamentu i lidera Partii Liberalnej. Został on oskarżony o zlecenie zabójstwa byłego kochanka Normana Scotta (Ben Whishaw). Skandal był tym większy, że w tamtych czasach kontakty homoseksualne były nielegalne i pozostawały tematem tabu. W wyniku tej afery wyszło też na jaw wiele sekretów brytyjskich elit.

## Obsada
- Hugh Grant jako Jeremy Thorpe
- Ben Whishaw jako Norman Josiffe / Norman Scott
- Alex Jennings jako Peter Bessell
- Jason Watkins jako Emlyn Hooson
- Michele Dotrice jako Edna Friendship
- Anthony O’Donnel jako Leo Abse
- Patricia Hodge jako Ursula Thorpe
- Susan Wooldridge jako Fiona Gore, hrabina Arran